# Bahnhof Gamburg
Der Bahnhof Gamburg, bahnamtlich mit TGAM abgekürzt, ist eine Betriebsstelle der Bahnstrecke Lauda–Wertheim. Der Bahnhof befindet sich im Industriegebiet und Wohnplatz Bahnstation Gamburg am Ortsrand von Gamburg, einem Ortsteil der Gemeinde Werbach im Main-Tauber-Kreis in Baden-Württemberg. Im Kursbuch und der Fahrplanauskunft der Deutschen Bahn wird die Station unter dem Namen Gamburg (Tauber) geführt.

## Lage
Der Bahnhof erstreckt sich von Einfahrsignal 13 A bei Kilometer 18,452 bis zum Einfahrsignal 13 F bei Kilometer 19,727, seine Höhenlage ist 168,6 Meter über NN.
In Richtung Wertheim, nach den Ausfahrsignalen 13 N 1 und 13 N 2 folgt unmittelbar der Gamburger Tunnel von Kilometer 19,263 bis 19,464.
In Richtung Tauberbischofsheim, nach der Weiche 1, kommt die Bahnbrücke von Kilometer 18,834 bis 18,893 mit drei Öffnungen über Landesstraße 506 und die Tauber.
Das durchgehende Hauptgleis 1 hat 221 Meter Nutzlänge, das Gleis 2 hat 200 Meter Nutzlänge, die Bahnsteiglänge beträgt 115 Meter. Beide Bahnsteige sind 55 cm über Schienenoberkante hoch. Das Anschlussgleis ist 120 Meter lang und führt unbeschrankt über den Höhefelder Weg in die Fabrikhalle der Firma Hofmann. Vor dem ehemaligen Empfangsgebäude steht das Ausfahrsignal 13 P1 beim Kilometer 18,995. 
Die beiden Seitenbahnsteige sind mit behindertengerechten Zu- und Abgängen, Lautsprechern sowie dynamischen Schriftanzeigern ausgestattet. Über eine Treppe neben dem ehemaligen Empfangsgebäude sind zusätzlich auch der Fahrkartenautomat und die Bahnsteige zu erreichen.

## Betrieb
Der Bahnhof war bis 2011 Zugmeldestelle mit Fahrdienstleiter und Streckenblock. Seither ist er unbesetzt und wird vom Zentralstellwerk des Miltenberger Hauptbahnhofs fernbedient, kann jedoch bei Bedarf auch vor Ort bedient werden. Es handelt sich hierbei um elektronisch gesteuerten signalisierten Zugleitbetrieb mit (Strecken-)Bahnfunk.
Die Station ist weiterhin Zugkreuzungsbahnhof mit einem Anschlussgleis bis in die Werkshalle des Industriebetriebes. Eine Besonderheit in Betrieb und Bauweise ist der innerhalb des Bahnhofs liegende Tunnel und die dort liegende Weiche. Der Bahnhof hat dadurch im Winter immer eine schnee- und eisfreie Weiche.

## Verkehr
Der Bahnhof wird von Regionalbahn- und Regionalexpresszügen bedient und liegt im Gebiet des Verkehrsverbunds Rhein-Neckar. Der Gleisanschluss wird nach Bedarf bedient, zurzeit ist er jedoch gesperrt.

## Geschichte
Zwei Jahre vor dem Bau des Empfangsgebäudes und des Bahndammes begann man damit, Eichenstämme in das sumpfige Gelände zu rammen. Im Frühjahr 1867 konnte dann das Fundament gelegt und im darauffolgenden Herbst das Empfangsgebäude errichtet werden. Die weiteren Gebäude folgten im Laufe des Jahres 1868.
Die Bahnstation als solche war von Anfang an eine „Vollstation“ für den Güter- und Personenverkehr mit drei Gleisen. Zu ihr gehörten eine Remise für die Gepäckkarren mit angebauter öffentlicher Toilette. Eine Güterhalle, eine Laderampe, das Freiladegleis mit einer Gleiswaage bis 40 Tonnen Tragfähigkeit, ein Hebekran mit zwei Tonnen Tragkraft, sowie das Lademaß. Ferner war eine Wasserstation mit Wasserhaus und zwei Wasserkränen angeschlossen. Diese wurde noch bis 1960 für die Dampflokomotiven benutzt. Des Weiteren kam eine Bahnmeisterei mit Büro, Werkstatt- und Aufenthaltsraum für die Rotte und der „Garage“ für den Kl-Kleinwagen des Bahnmeisters dazu. Diese Bahnmeisterei war noch bis 1939 vorhanden. Vor den Tunnelportalen stehen bis heute noch die Häuser der damaligen Bahn- und Tunnelwärter. Sie sind heute in Privatbesitz und bewohnt. Bis ins Jahr 1920 war auch noch die Poststelle des Ortes im Empfangsgebäude untergebracht. In den letzten Jahren des Zweiten Weltkrieges wurde im Tunnel Material des Ausbesserungswerkes Saarbrücken gelagert.
1965 wurde die Stückgutabfertigung eingestellt. Mit Einstellung der Wagenabfertigung 1993 wurde das Ladegleis 3 stillgelegt, nachdem 1967 schon die östliche Weichenverbindung ausgebaut worden war. 1967 erhielt der Bahnhof noch ein Anschlussgleis, das von Gleis 2 abzweigend, über den Gemeindeverbindungsweg hin zur Firma Hofmann Natursteinwerk führte. Im Zuge dieser Baumaßnahme erhielten das Signal F und die Vorsignale Vf und Va elektrische Stellmotoren und ihre Drahtzugleitungen wurden zurückgebaut. Gleichzeitig wurde an allen Signalen von Propangas auf elektrische Beleuchtung umgestellt. Das Stammpersonal umfasste bis 1965 einen Vorstand und zwei Oberweichenwärter. Arbeitsbeginn war um 4:00 Uhr, Arbeitsende 21:30 Uhr. Danach war der Bahnhof nur noch mit einem Fahrdienstleiter und dem nötigen Vertreter respektive Ablöser besetzt. Nach der Einstellung des Fahrkartenverkaufs wurden die Besetzungszeiten weiter eingeschränkt und der Bahnhof in der verkehrsschwachen Zeit betrieblich aus- beziehungsweise durchgeschaltet. Dazu wurden Blockwerk und Hebelbank erweitert sowie ein Verschlusswerk eingebaut. Die Streckenfernsprechverbindung erhielt ebenfalls eine Durchschaltung. Zusätzlich wurde vor dem Gebäude ein Außensprechkasten (F-Kasten) für das Zugpersonal montiert.
2011 begannen umfangreiche Umbau- und Modernisierungsmaßnahmen. So wurden das mechanische Hebelstellwerk der Bauart Bruchsal J im Empfangsgebäude außer Betrieb genommen, die Formsignale gegen Lichtsignale ausgetauscht. Das Ausfahrsignal P 1 Richtung Tauberbischofsheim wurde neu an das Ende des neuen Bahnsteiges 1 positioniert, Das Ausfahrsignal P 2, das ursprünglich links vom Gleis 2 stand, wurde nicht mehr ersetzt. Eine signalmässige Ausfahrt aus Gleis 2 Richtung Tauberbischofsheim ist seither nicht mehr möglich. Das Anschlussgleis zur Firma Hofmann-Natursteine wurde nochmals aufgearbeitet und im Oberbau höhenmässig angeglichen. Die Handweiche und die Gleissperre erhielten Schlösser, deren Schlüssel in einem neuen Schaltkasten elektronisch gesichert sind.
Der Reisenden-Übergang zum Bahnsteig an Gleis 2, der in Höhe des Fahrdienstleiters mit manueller Schiebeschranke zwischen den Gleisen war, wurde entfernt. Mit Sicherungstechnik System RESI mit automatischen Schrankenbäumen und Ampelanlage mit akustischem Warnton wurde er neu weiter östlich in Richtung Bahnbrücke, vor Weiche 1, verlegt. Der Bahnsteig vor dem ehemaligen Empfangsgebäude und dessen Verlängerung Richtung Brücke wurde abgetragen, zwei Wartehäuschen möbliert mit Fahrplanaushang, Abfallkorb und Bank aufgestellt. Das ehemalige Empfangsgebäude ist jetzt mit einem Zaun zu den Bahnanlagen abgegrenzt. Später wurde noch an beiden Bahnsteigen Zugziel-/Abfahrtsanzeiger mit Lautsprechern aufgestellt.
Das ehemalige Empfangsgebäude steht heute unter Denkmalschutz, 2017 wurde das erste Obergeschoss des freistehenden Sandsteinbaus saniert und wird als Ferienwohnung vermietet. 2018 wurde auch der große ehemalige Wartesaal saniert und steht als Veranstaltungssaal zur Verfügung.

## Verwaltung
Die Großherzoglich Badischen Staatseisenbahnen (BadStB) erbauten den Bahnhof und betrieben ihn bis zum 1. April 1920, als er der Direktion Karlsruhe der Deutschen Reichsbahn zugeteilt wurde, bevor dann ab Anfang 1946 schließlich die Direktion Stuttgart zuständig war. Nach der Bahnreform wurde er am 1. Dezember 1994 dem Geschäftsbereich Netz Niederlassung Heilbronn zugewiesen. Deren Betriebsbezirk Lauda wurde somit vorgesetzte Stelle für Gamburg. Ab 1. Januar 1997 erfolgte erneut eine Organisationsänderung und der Bahnhof kam zur Netz-Niederlassung Würzburg mit dem gleichnamigen Betriebsbezirk Würzburg. Bald darauf wurden die Regionalnetze gegründet und Gamburg kam zu DB Regio Spessart-Untermain mit Sitz in Aschaffenburg.
Eine weitere Neuordnung brachte die Gründung der DB RegioNetz AG, womit Gamburg der Westfrankenbahn übergeben wurde.

## Besitzverhältnisse Empfangsgebäude
2001 ging das Gamburger Empfangsgebäude von der Deutschen Bahn an die Frankfurter Fondsgesellschaft First Rail Property, mit der zugehörigen Managementholding First Rail Estate. Die Deutsche Bahn verblieb mit ihrem Stellwerk weiterhin als Mieter in dem Gebäude.
Vier Jahre später übernahm der britische Finanzinvestor Patron Capital Partners das Gebäude. Deren deutsche Tochterfirma Main Asset Management GmbH in Dreieich wurde der Verwalter des Gebäudes. Der neue Eigentümer verpflichtete sich beim Kauf, innerhalb von fünf Jahren in Sanierungen zu investieren. 
Im September 2010 wurden in deren Auftrag 52 Bahnhöfe, zu denen auch das Gamburger Gebäude zählte, versteigert. Das Empfangsgebäude ging dann in wechselnden Privatbesitz über und wird heute unter Bahnhof Gamburg als Ferienwohnung vermarktet.

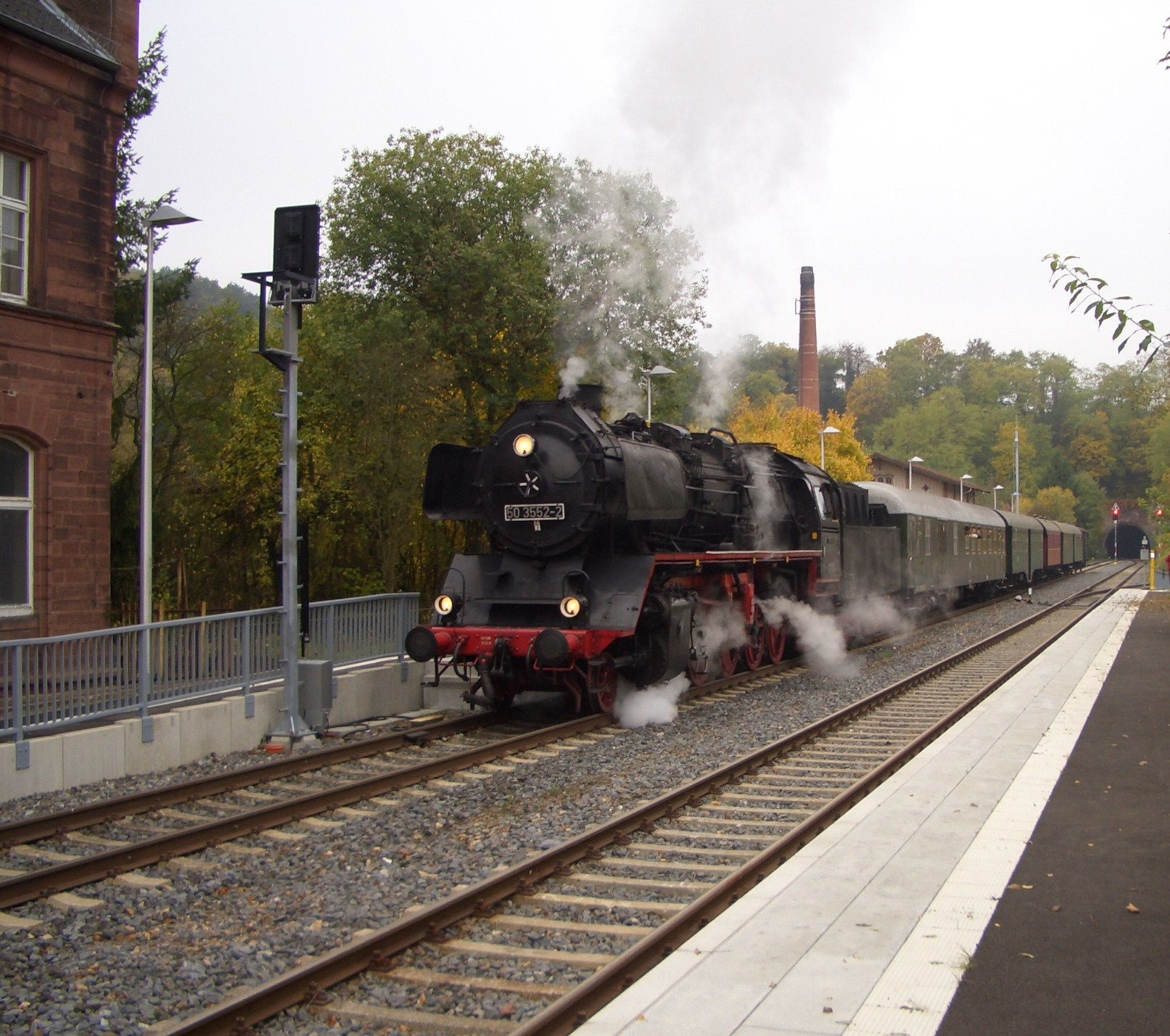
Gleis 1 mit Sonderzug
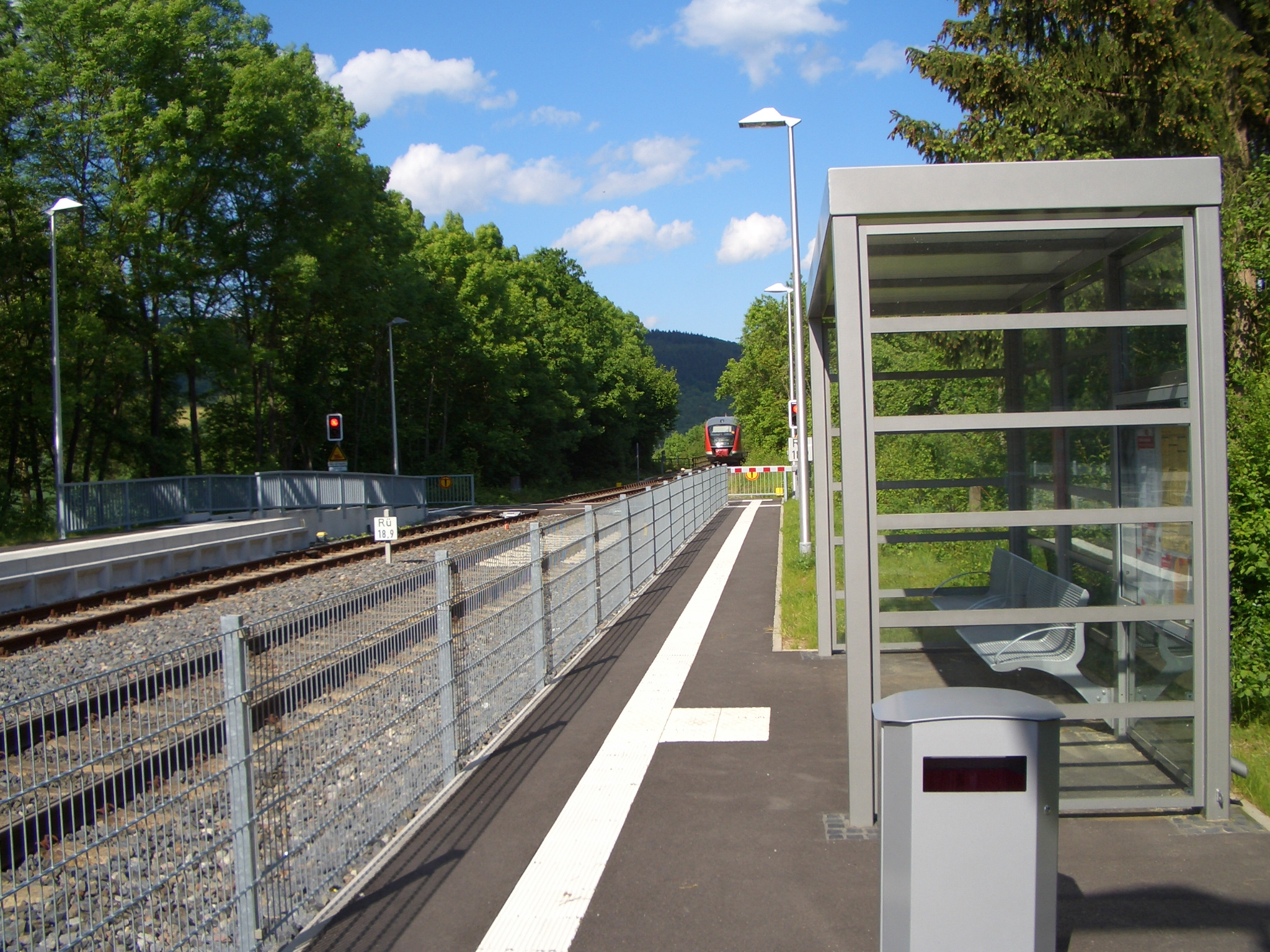
Reisenden-Sicherung
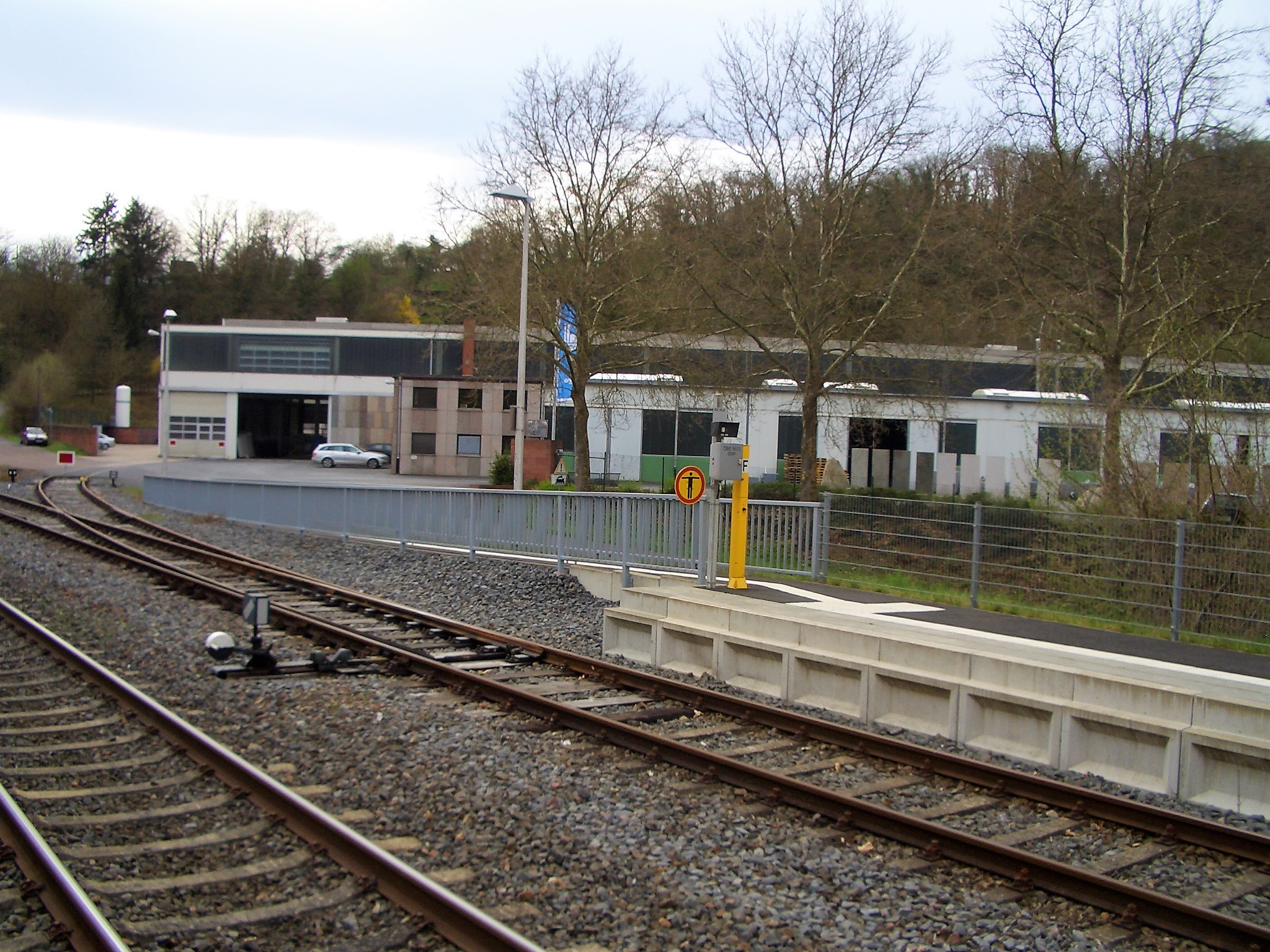
Anschlussgleis
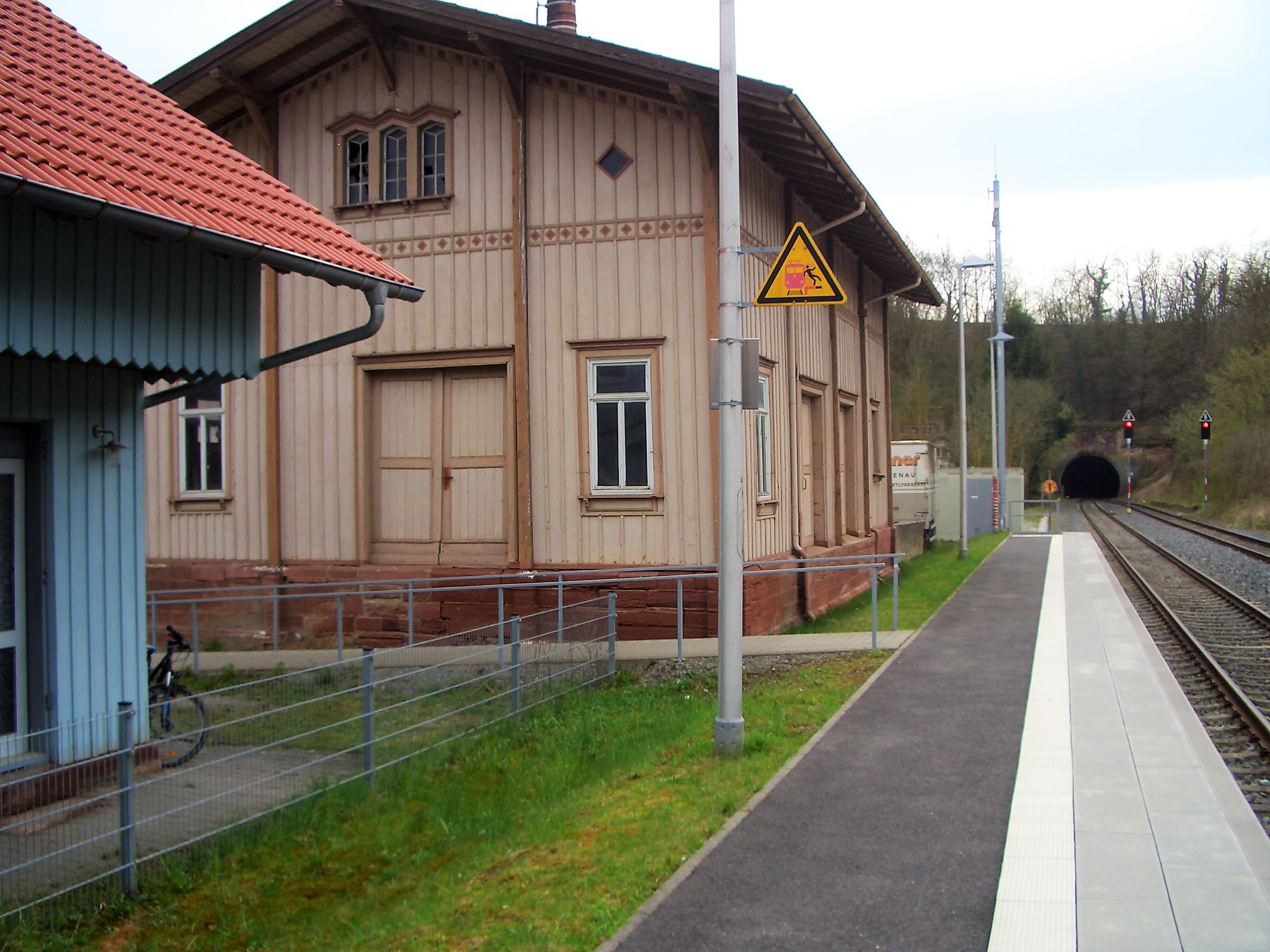
Behindertengerechter Zugang